# Paus Leo X
Leo X, geboren als Giovanni de' Medici (Florence, 11 december 1475 – Rome, 1 december 1521) was paus van 1513 tot 1521. Hij was een zoon van Lorenzo I de' Medici (il Magnifico).

## Biografie
Hij kreeg als lid van het geslacht De' Medici een humanistische opvoeding, wat in die tijd betekende dat hij een brede opleiding in de geesteswetenschappen kreeg, en was voorbestemd voor een carrière in de kerk. Al op 14-jarige leeftijd werd hij door paus Innocentius VIII tot kardinaal gecreëerd.
Na de verbanning van zijn familie uit Florence in 1494 ondernam hij pogingen om het gezag van de De' Medici te herstellen. Toen dit niet lukte leidde hij op verschillende plaatsen een redelijk rustig leven als minnaar van kunst en literatuur. Hij steunde kunstenaars en was vrijgevig, waardoor hij herhaaldelijk in geldproblemen kwam. Hoewel hij een werelds leven leidde, blonk hij in vergelijking met de meeste andere kardinalen uit in waardigheid en integriteit. De De' Medici kwamen in 1512 weer aan de macht in Florence, waardoor ook de kansen van Giovanni keerden.

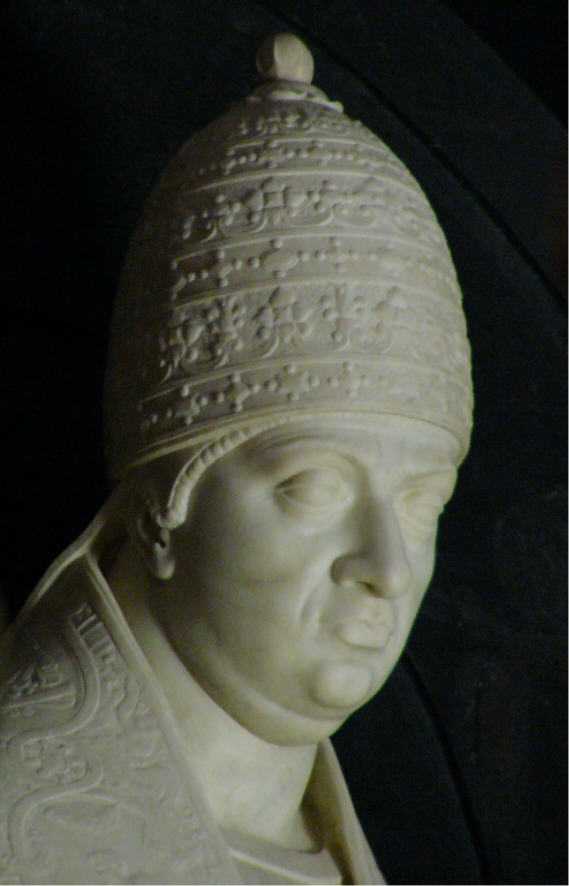
Paus Leo X met tiara

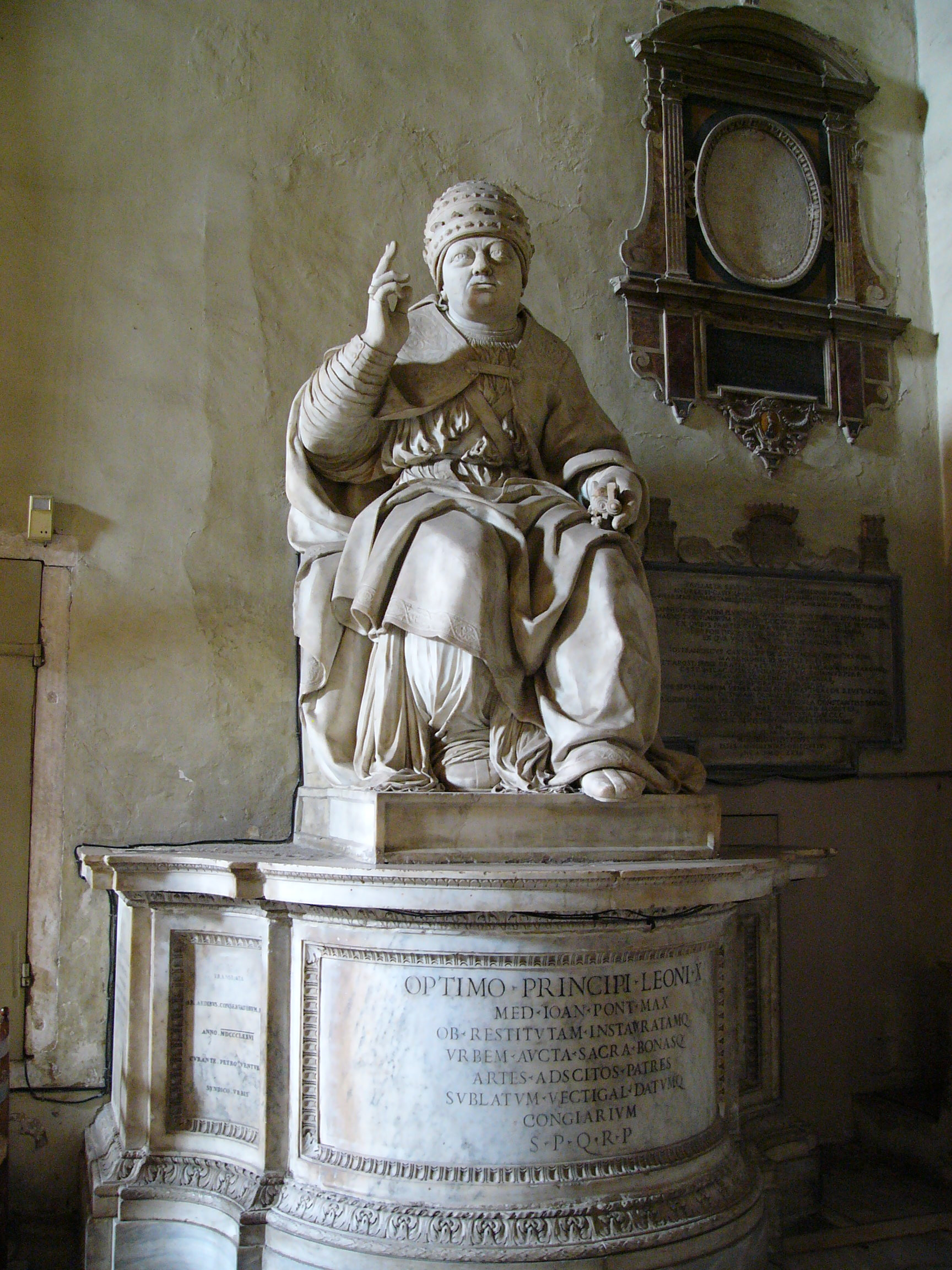
Standbeeld van paus Leo X bij de Santa Maria in Aracoeli in Rome

Op 9 maart 1513 werd hij tot paus gekozen en op 11 maart ook daadwerkelijk uitgeroepen als opvolger van Julius II. Hij was pas 37 jaar oud en daarmee een van de jongste pausen van de afgelopen eeuwen.
In 1516 sloot hij met de Franse koning Frans I het concordaat van Bologna waarin hij de wereldlijke macht het recht schonk om kerkelijke ambten toe te kennen.
Hij besteedde weinig aandacht aan het reeds lopende Vijfde Lateraans Concilie. De belangstelling die hij van huis uit had meegekregen voor kunst en literatuur speelde een grotere rol in zijn leven. Hij verstrekte opdrachten aan Rafaël en Michelangelo. Ook breidde hij de collectie van de Vaticaanse Bibliotheek aanzienlijk uit.
Als liefhebber van het goede leven organiseerde hij grote feesten en extravagante eet- en drinkgelagen. Enkele kardinalen zagen dit gedrag met lede ogen aan en probeerden hem door vergiftiging om het leven te brengen, hetgeen mislukte.
De broodnodige hervorming van de kerkelijke instituties verwaarloosde hij. Om zijn financiële tekorten aan te vullen ging hij aflaten verkopen, naar het voorbeeld van de Duitse monnik Johann Tetzel. Dat deze praktijken de hervormingsbeweging van onder andere Maarten Luther in de kaart speelden, ontsnapte grotendeels aan zijn aandacht. Hij reageerde op Luthers protesten door hem in de ban te doen, hetgeen bijdroeg aan een definitieve breuk van Luther met de kerk en het ontstaan van het protestantisme.
Op 1 december 1521 overleed hij op 45-jarige leeftijd aan een longontsteking. Hij werd begraven in de Santa Maria sopra Minerva. In de Santa Maria in Aracoeli staat een levensgroot standbeeld van de paus. Hij werd opgevolgd door de enige Nederlandse paus in de geschiedenis: Adrianus VI.

### Leo X en architectuur
Leo X zorgde zowel voor als tijdens zijn pontificaat voor de promotie van de kunsten, wetenschappen en literatuur. Hij deed dit door opdrachten toe te kennen aan de belangrijkste en meest prestigieuze kunstenaars van zijn tijd, waaronder namen als Da Sangallo de Jongere (1485-1546), Michelangelo Buonarroti (1475-1564) en Rafael Sanzio (1483-1520). Opdat de laatste twee vernoemde kunstenaars niet zouden wedijveren, zorgde Leo X ervoor dat beiden hun handen vol hadden met andere opdrachten en op verschillende plaatsen te werk gesteld werden.
Leo X kende Michelangelo al sinds zijn jeugd en ervoer hem als een moeilijk karakter; daarom was het een logische keuze om hem buiten Rome te werk te stellen. In plaats van hem aan te stellen aan het pauselijke hof, stuurde Leo X hem in 1516 naar Florence om daar opdrachten te volbrengen voor zijn familie. Deze opdrachten waren voornamelijk voor de De' Medici-familie. Een aantal van zijn belangrijkste opdrachten waren het ontwerpen van de gevel en de sacristie voor de San Lorenzo, de basiliek die lange tijd fungeerde als de familiekerk van het geslacht De' Medici. Het ontwerp voor de gevel van Michelangelo is nooit tot uitvoering gebracht maar werd ons wel overgeleverd via een houten model dat vervaardigd werd in 1519.
Aangezien Michelangelo in Florence aan de slag was, bleef Rafaël als de voornaamste kunstenaar over in Rome. Na de dood van paus Julius II in 1513, werd Rafaël door diens opvolger, Leo X, aangenomen om de decoratie van de Stanze, een reeks opeenvolgende ontvangstruimten die het publiekelijke gedeelte van het pauselijke hof uitmaken, te voltooien. Aangezien Rafaël bij de uitvoering van deze opdracht in de derde hal subtiel naar het pontificaat van de nieuwe paus refereerde, kwam hij al gauw in de gratie van Leo X en genoot hij van zijn pauselijke bescherming. Na deze succesvolle opdracht werd zo wat alles wat met kunst te maken had door Leo X aan Rafaël toegekend. Hij vervaardigde meerdere portretten van de paus en tussen 1515 en 1516 werkte Rafaël aan kartonnen voor een tapijtenreeks met als thema ‘de werken van de apostelen’ voor in de Sixtijnse kapel. Door deze vorm van favoritisme kregen andere belangrijke figuren van die tijd, o.a. Leonardo da Vinci of Il Sodoma, die op dat ogenblik ook in Rome verbleven, nauwelijks belangrijke opdrachten toegewezen.
Het grootste werk dat Leo X te wachten stond, was het verder opbouwen en voltooien van de S. Pietro of de Sint-Pietersbasiliek te Rome. Onder Julius II werd Bramante aangesteld als hoofdarchitect van dit project. De dood van Julius II in 1513 bleek een keerpunt te zijn voor Bramante. Ondanks het feit dat hij aanbleef als hoofdarchitect onder het pontificaat van Leo X, begon hij te experimenteren met een ontwikkeling van zijn ideeën tot gevolg. Deze verandering werd verder gezet na de dood van Bramante in 1514 door de aanstelling van Rafaël als nieuwe hoofdarchitect. Als tweede architect stelde Leo X Antonio Sangallo aan. Ondanks hun samenwerking en vele studies werd er gedurende zes jaar zeer weinig gerealiseerd.
Leo X gaf ook verschillende opdrachten voor het bouwen van nieuwe kerken en kapellen. Buiten deze religieuze gebouwen voerde men ook andere infrastructuurwerken uit onder zijn gezag, zoals het verbreden, vernieuwen en aanleggen van de straten in Rome. Zo werd in 1518 de Via Leonina geopend. Deze straat komt uit op de Piazza del Popolo, een van de belangrijkste pleinen in Rome. Er werden ook meerdere restauratiewerken aan belangrijke oudere kerken aangevat, zoals de S. Maggiore en de San Giovanni in Laterano.
Opmerkelijk was de benoeming van Rafaël tot ‘Antiquitatum Praes’ door Leo X om de verdere vernietiging van het antieke Rome tegen te gaan. Deze titel hield immers in dat Rafaël verantwoordelijk was voor het bewaren van de overblijfselen uit de antieke periode en het correct optekenen ervan. Hiernaast droeg hij ook de verantwoordelijkheid over de vele opgravingen waarvoor men steeds goedkeuring diende te krijgen van Leo X. Het is in deze context dat Rafaël in samenwerking met Castiglioni rond 1516-1519 een brief aan Leo X schrijft die handelt over het belang van historisch onderzoek naar het antieke Rome en welke invloed de resultaten van dit onderzoek kan hebben op de nieuwe architectuur in het toenmalige Rome. Deze brief is het bewijs van de eerste erfgoed-beweging die ontstond onder het pontificaat van Leo X. De belangrijkste vondst die tijdens deze periode werd gedaan, was de opgraving van het standbeeld van de riviergod Nilus.
Cursief: tegenpaus